# Часовня в посёлке Нижние Вязовые
Часовня Щусева, или Романовская часовня, — часовня на берегу Волги в селе Нижние Вязовые Зеленодольского района Татарстана, в 30 км от Казани. Заложена 11 июня 1913 года в честь 300-летия дома Романовых у подножия железнодорожного Романовского моста через Волгу, в день его открытия. Автор проекта часовни — русский архитектор Алексей Щусев, к этому моменту уже автор проекта Казанского вокзала, а в будущем — архитектор мавзолея Ленина.
Необходимые пожертвования на строительство были собраны к началу 1914 года, строительство началось весной этого же года. Были возведены стены, карнизы, колонны, облицовано красным кирпичом. Строительство было приостановлено с приходом Первой Мировой войны и полностью остановлено после Октябрьской Революции.
Долгие десятилетия здание использовалось работниками железной дороги как склад. Возрождение часовни было начато в 2007 году. За год по сохранившимся чертежам был достроен второй этаж и шпиль. По состоянию на конец 2012 часовня почти полностью достроена, за исключением внутренней отделки. Изначально планировалось передать часовню Раифскому монастырю, но позднее было предложено устроить в здании музей.